# 소프트 아이스크림

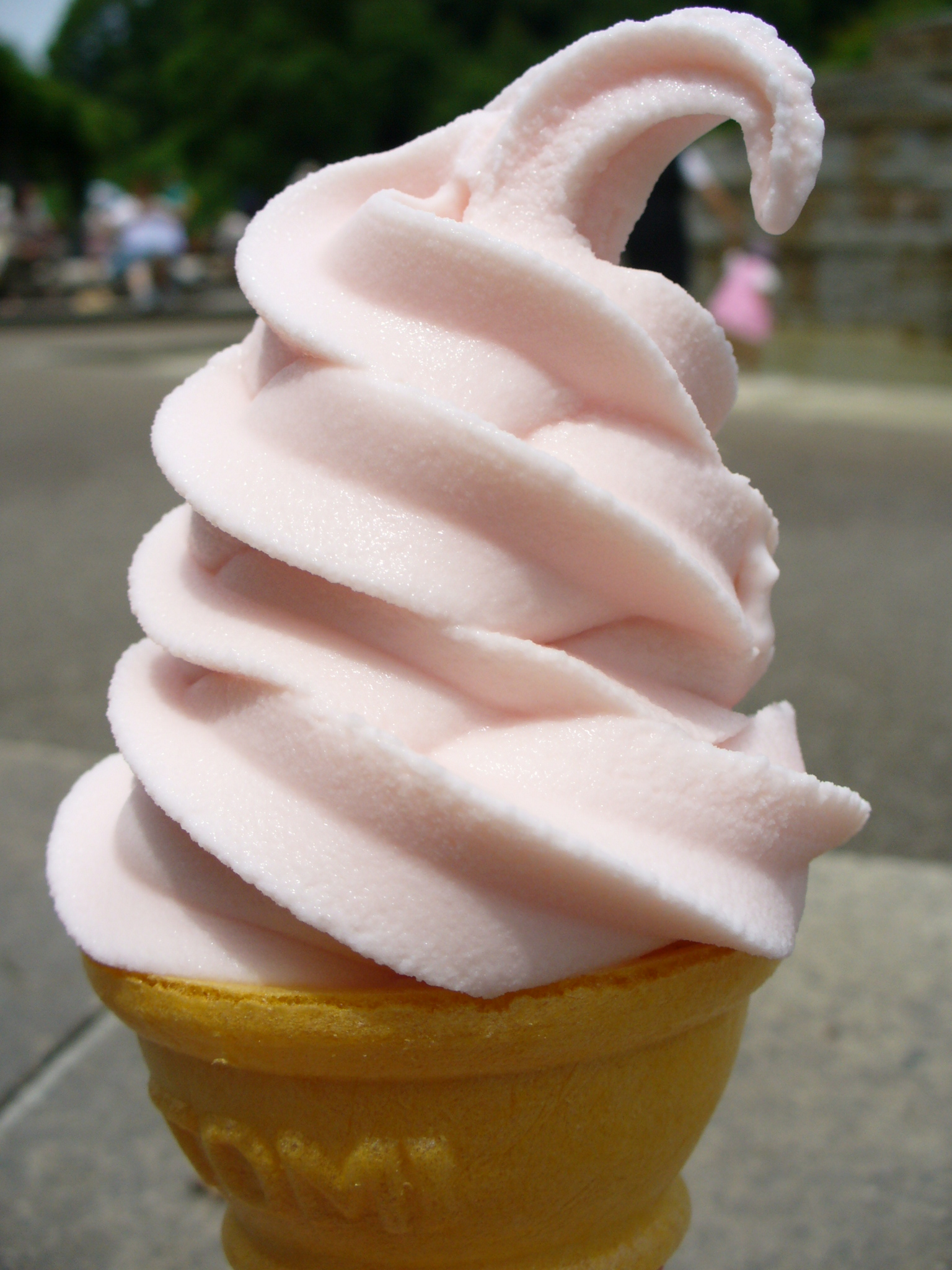
소프트 아이스크림

소프트 아이스크림(영어: soft ice cream)은 우유 등을 주요 원료로 하는 부드러운 아이스크림이다. 아이스크림 콘에 넣어 먹는 경우가 많다. 소프트 아이스크림은 한국식 영어고, 영어로는 soft serve ice cream이라고 한다. 소프트 아이스크림은 미국에서 1930년대 후반부터 상업적으로 판매되었다.
미국에서는 소프트 아이스크림이 일반적으로 슈퍼마켓에서 미리 포장되어 판매되지 않지만 박람회, 카니발, 놀이공원, 레스토랑(특히 패스트푸드 및 뷔페), 전문점에서 흔히 볼 수 있다. 결정 성장을 방지하려면 모든 아이스크림을 빨리 냉동해야 한다. 소프트 아이스크림의 경우 미리 혼합된 제품을 판매 시점에 매우 낮은 온도(얼지 않은 온도)로 유지하는 특수 기계를 통해 이를 수행한다.

## 역사
뉴욕 버팔로의 찰스 테일러(Charles Taylor)는 1926년에 최초의 소프트 아이스크림 기계로 알려진 자동 아이스크림 제조기의 특허를 받았다. 그의 테일러 컴퍼니는 계속해서 맥도날드 아이스크림 기계를 제조하고 있다.
1934년 현충일 주말에 카벨(Carvel) 브랜드 및 프랜차이즈의 창립자인 톰 카벨(Tom Carvel)은 뉴욕 하츠데일에 있는 아이스크림 트럭에서 타이어 펑크를 겪었다. 그는 주차장에 차를 주차하고 지나가는 휴가객들에게 녹는 아이스크림을 팔기 시작했다. 이틀 만에 그는 자신이 가지고 있던 아이스크림을 모두 팔았고 고정된 위치와 부드러운(하드가 아닌) 냉동 디저트 모두 잠재적으로 좋은 사업 아이디어라는 결론을 내렸다. 1936년 카벨은 원래 고장난 트럭 부지에 첫 번째 매장을 열었고 비밀 소프트 아이스크림 제조법과 특허받은 초저온 아이스크림 기계를 개발했다.
데어리 퀸은 또한 소프트 아이스크림을 발명했다고 주장한다. 1938년 일리노이 주 몰린 근처에서 J. F. 맥컬러프(J. F. McCullough)와 그의 아들 알렉스가 소프트 아이스크림 공식을 개발했다. 이들의 첫 번째 판매 실험은 1938년 8월 4일 일리노이 주 캔카키의 친구 셰르브 노블(Sherb Noble) 매장에서 이루어졌다. "무제한" 시험 판매 후 2시간 이내에 그들은 1,600인분 이상을 판매했다. 이는 4.5초에 한 번 이상이다.
1940년대 후반, 미래의 영국 총리 마거릿 대처가 식품 제조업체인 J. 라이온스 앤 컴퍼니(J. Lyons and Co.)에서 잠시 화학자로 일했다는 것은 일반적인 통념이다. 당시 회사는 미국 유통업체인 미스터 소프티(Mister Softee)와 제휴를 맺었고 미국 기계와 호환되는 소프트 아이스크림 레시피를 개발했다. 리용에서 대처의 정확한 역할은 불분명하지만, 그녀는 아이스크림뿐만 아니라 케이크와 파이 충전재의 품질을 연구하고 비누화를 연구한 것으로 알려졌다.
1960년대에 아이스크림 기계 제조업체는 더 나은 공기 공급을 위해 자동 공기 펌프를 자판기에 도입했다.

### 컵 소프트 아이스크림

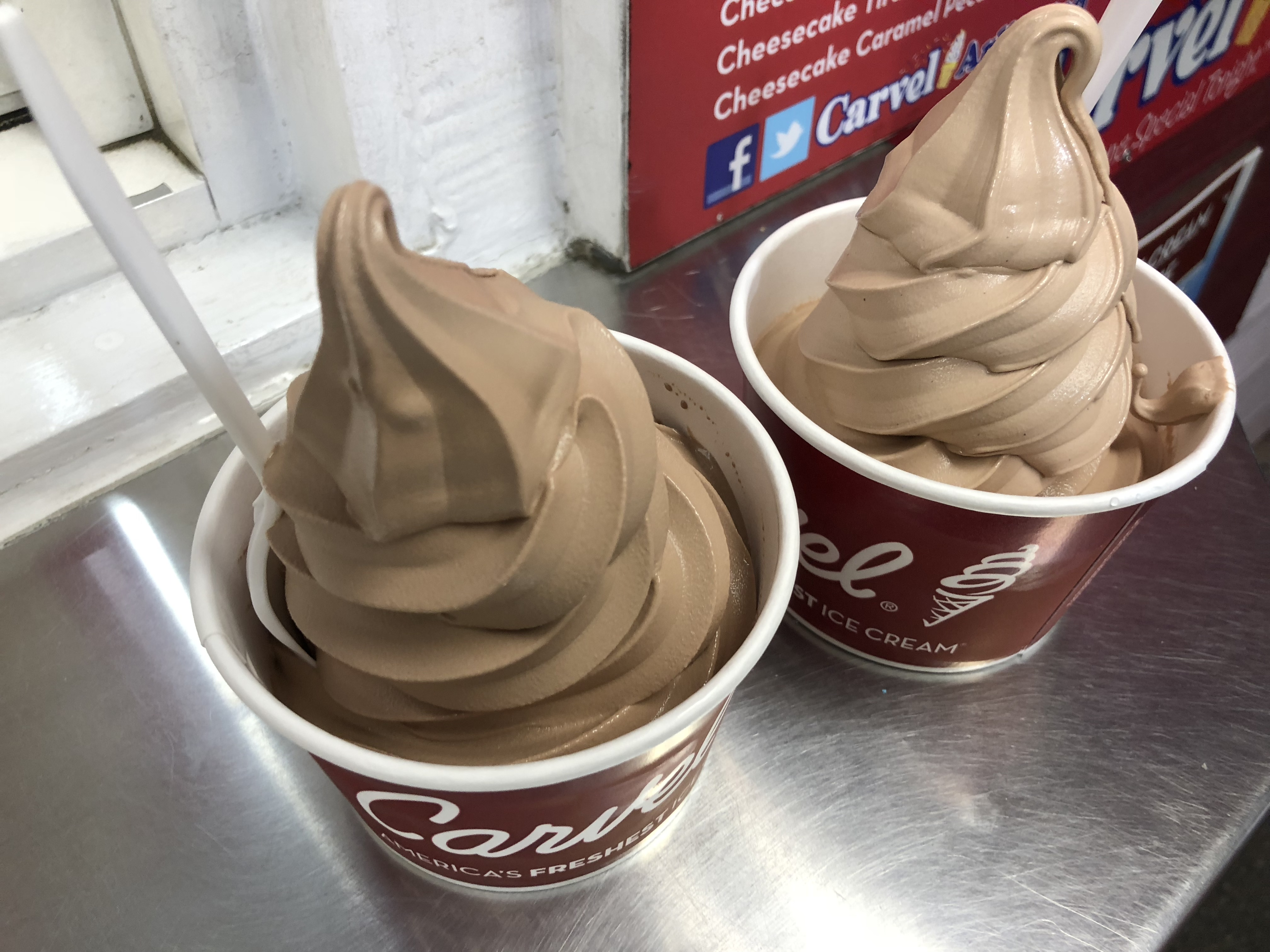
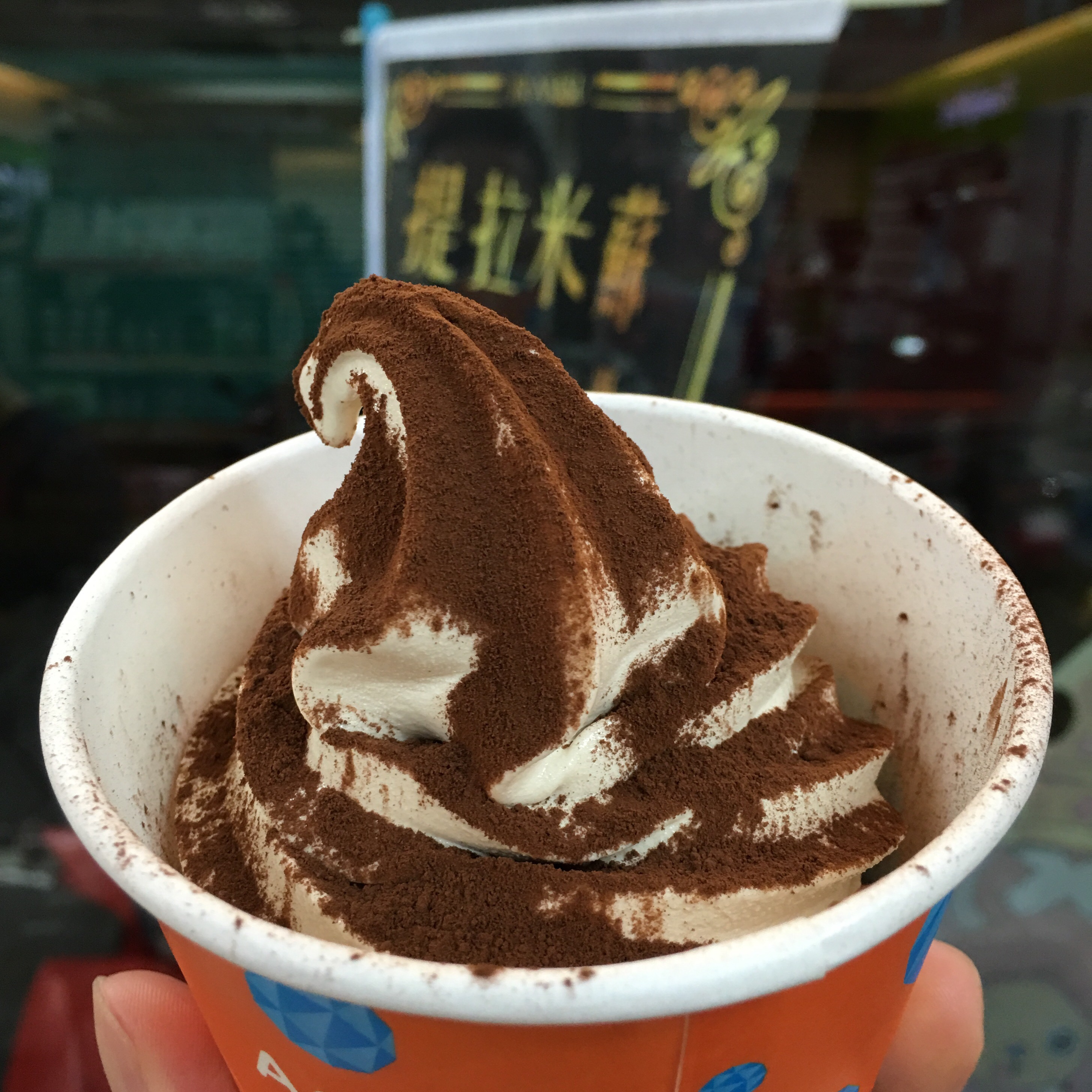
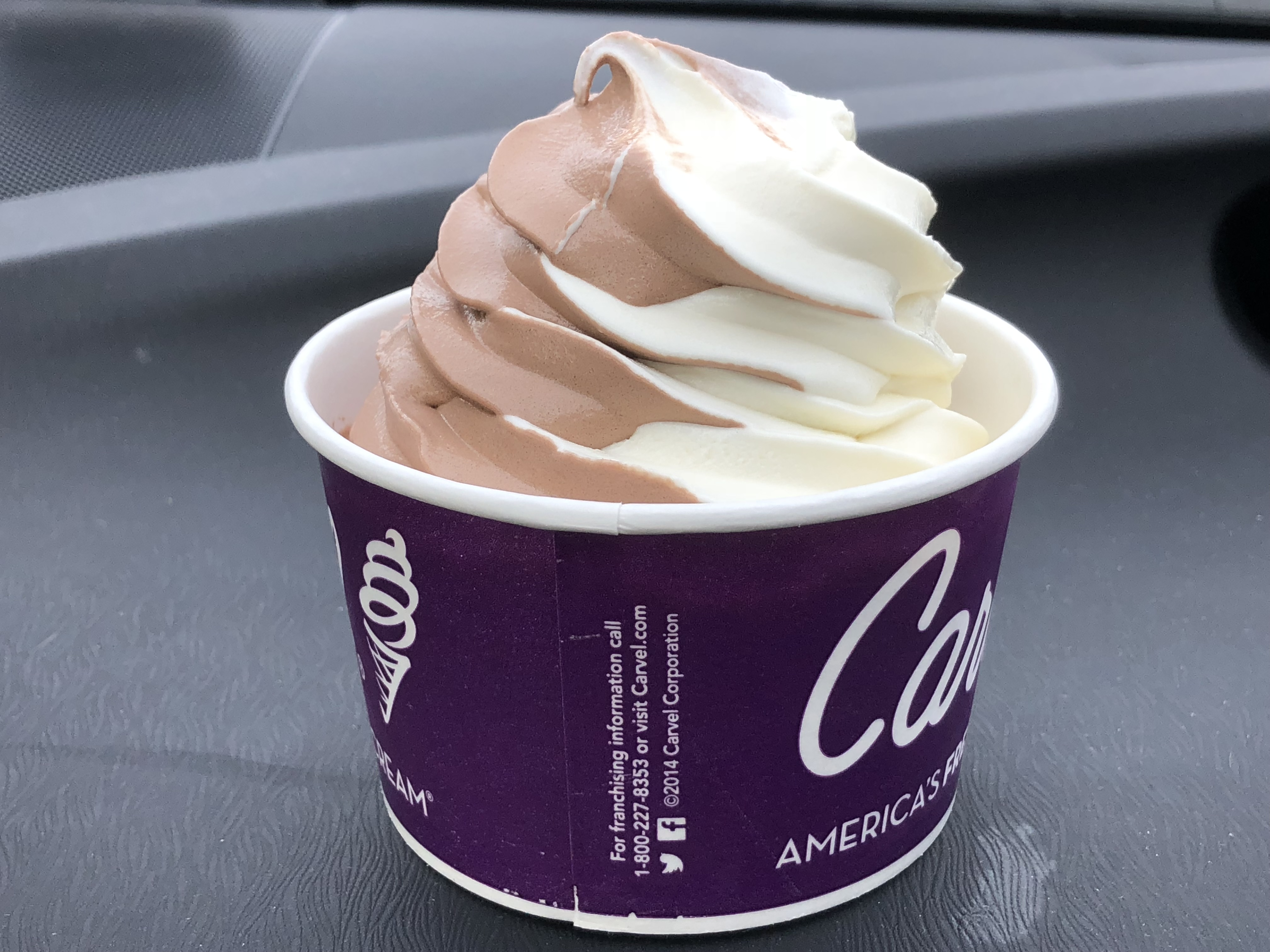

### 와플 콘 소프트 아이스크림

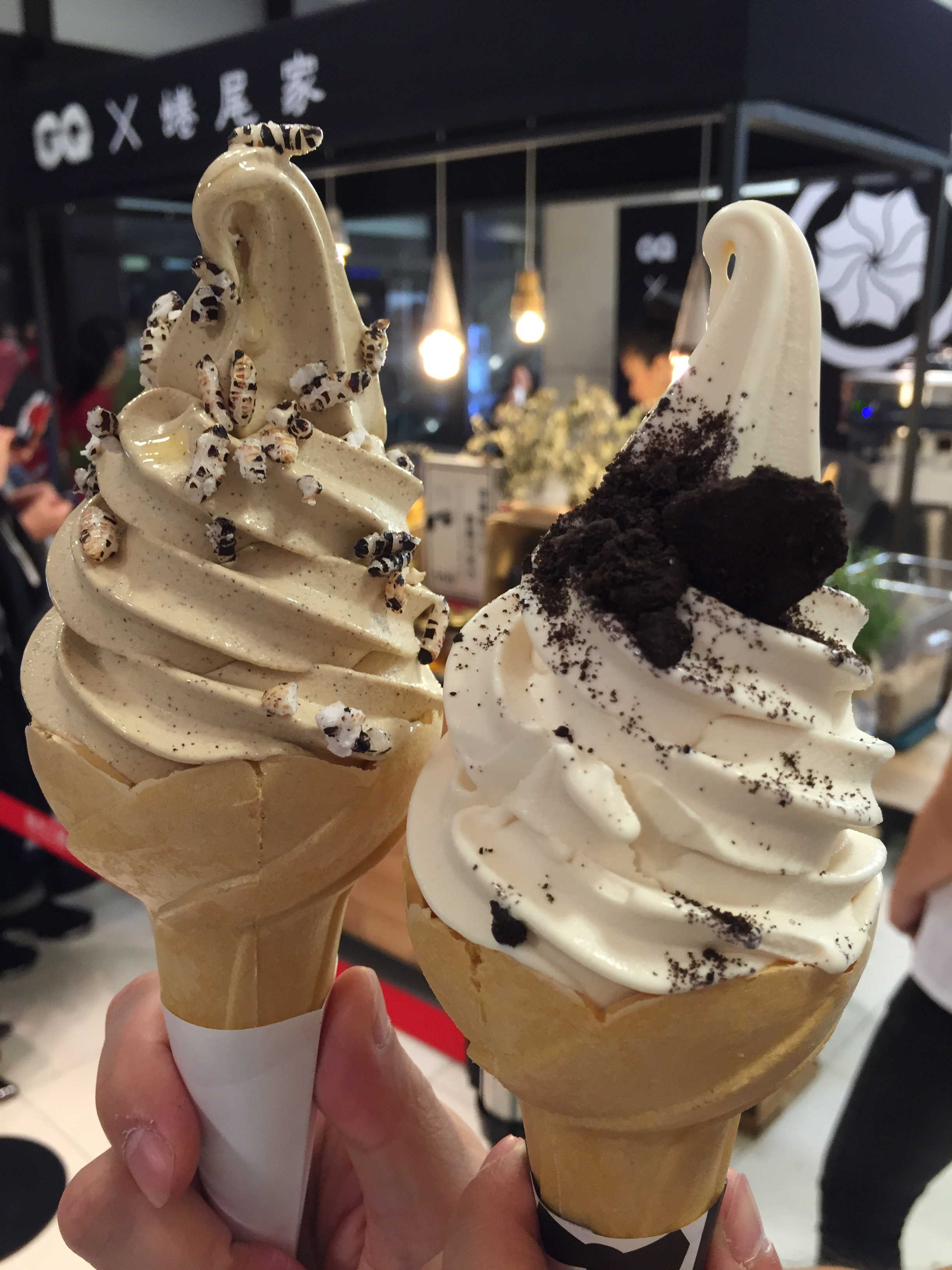
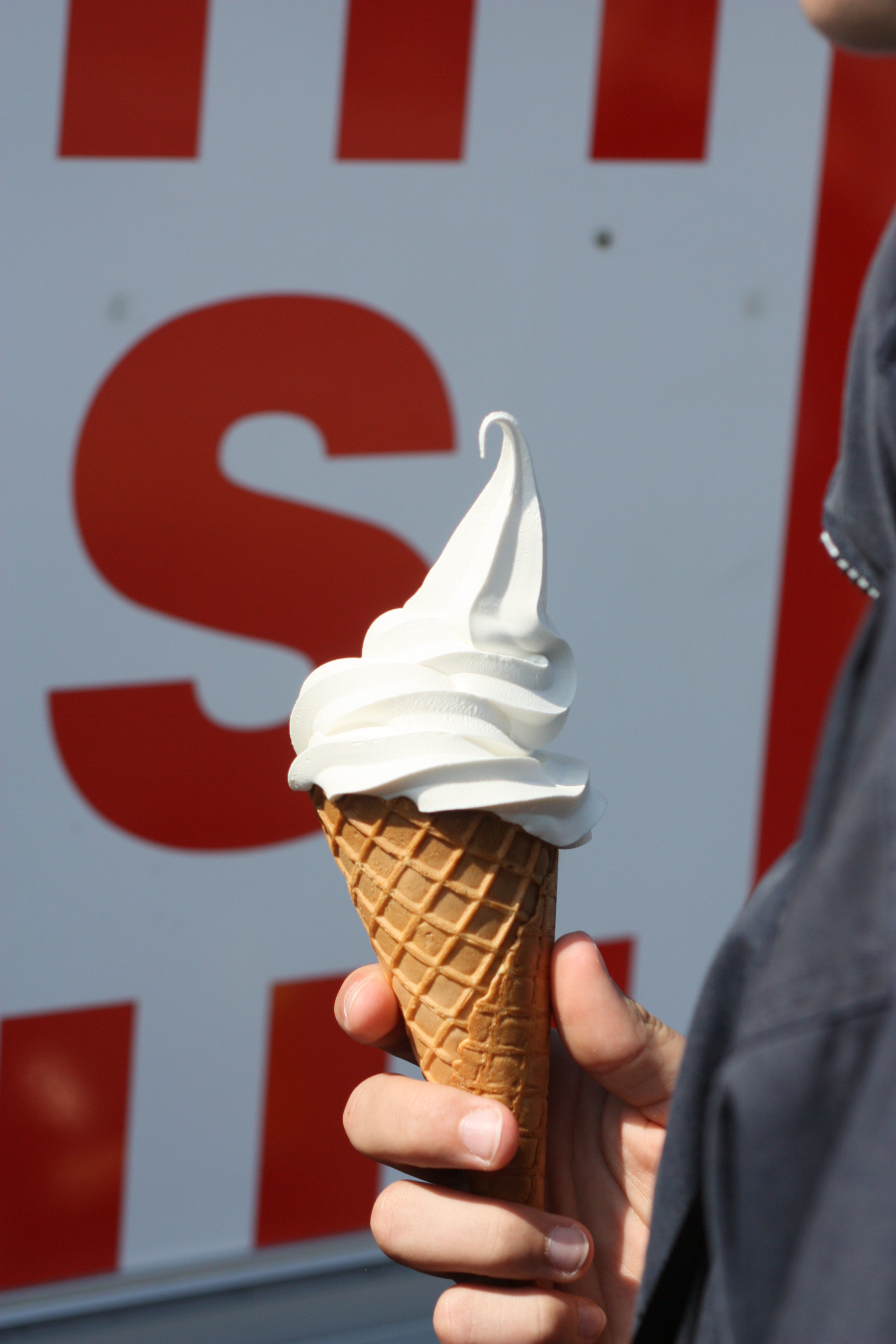
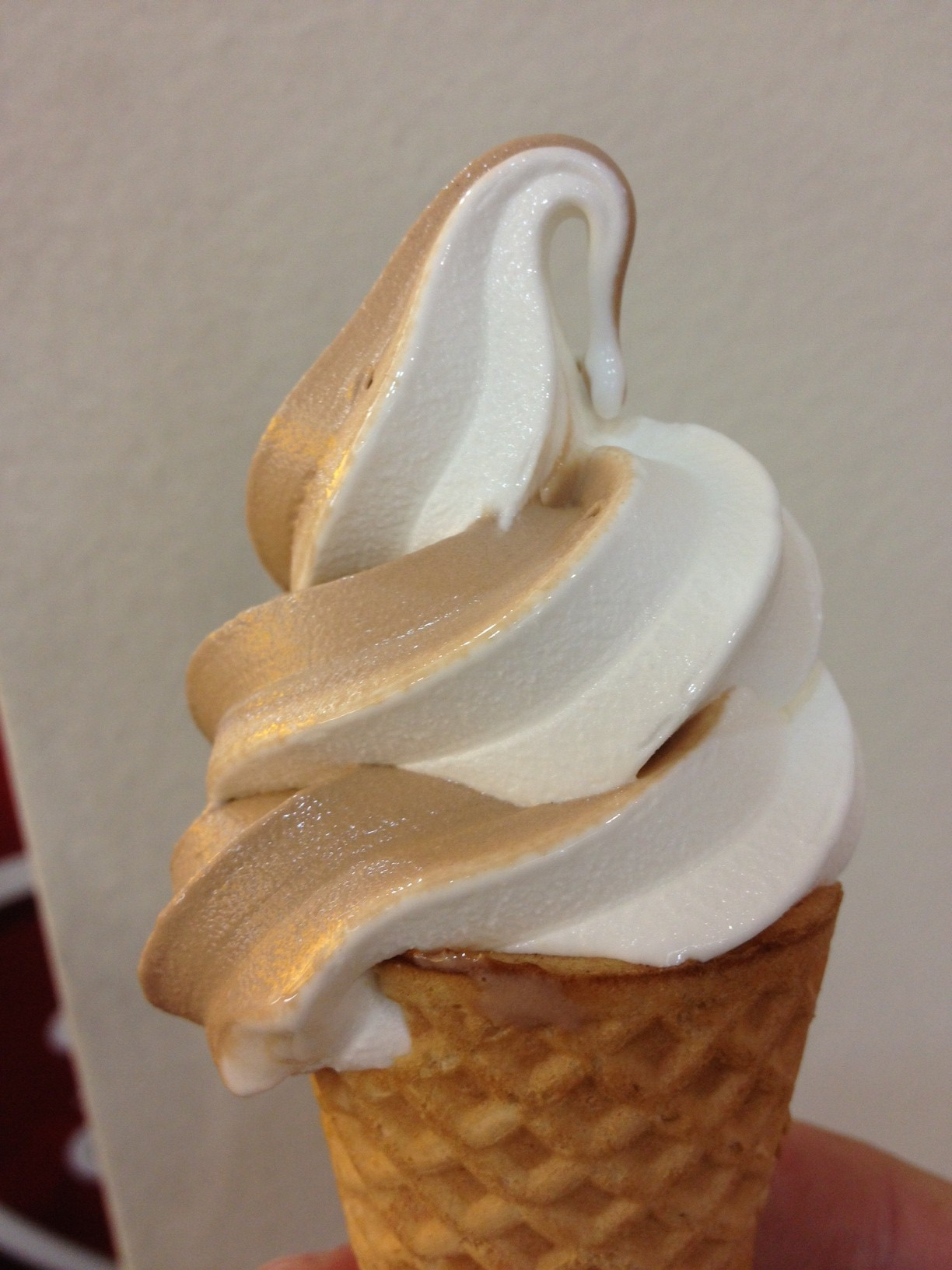

### 소프트 아이스크림 머신

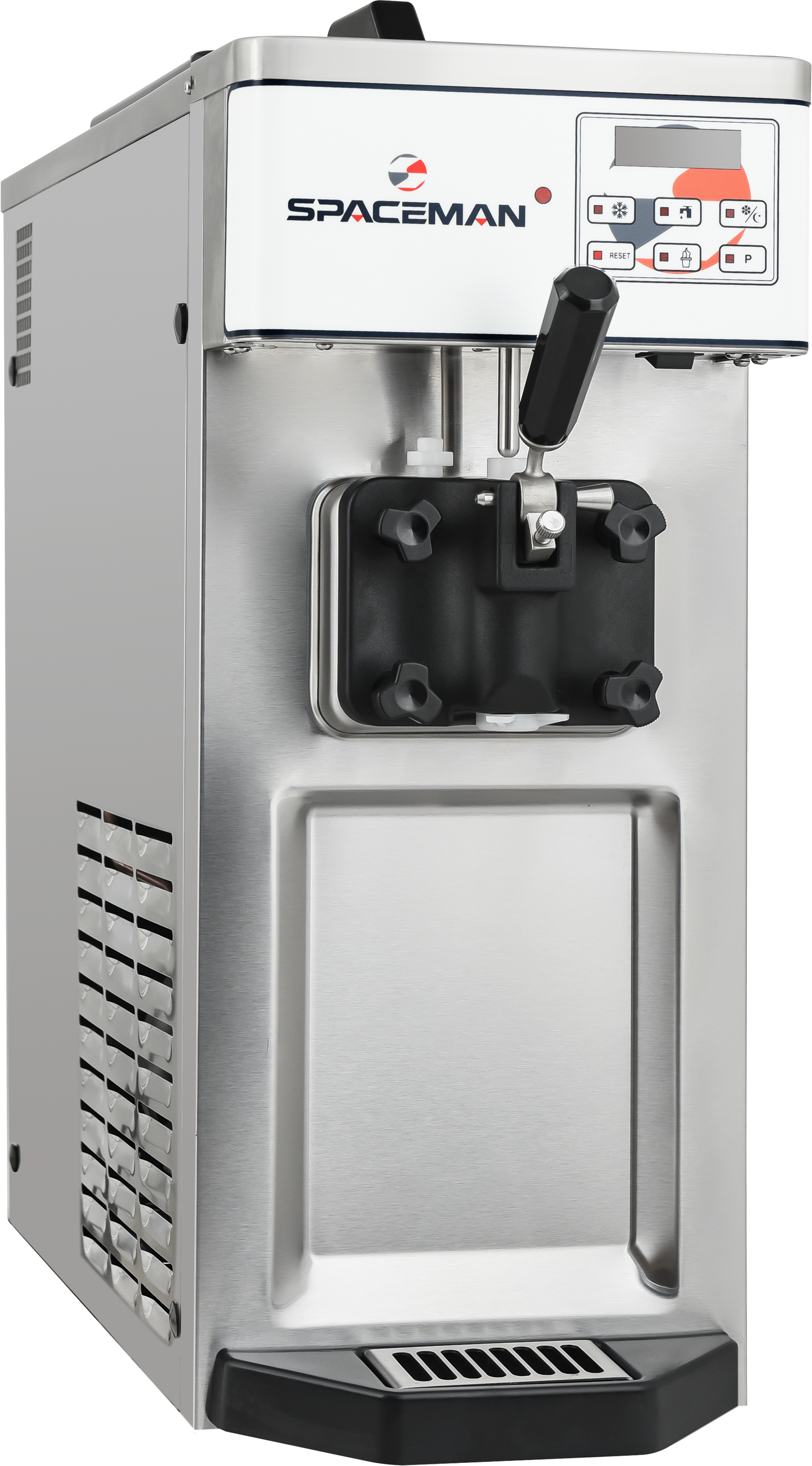
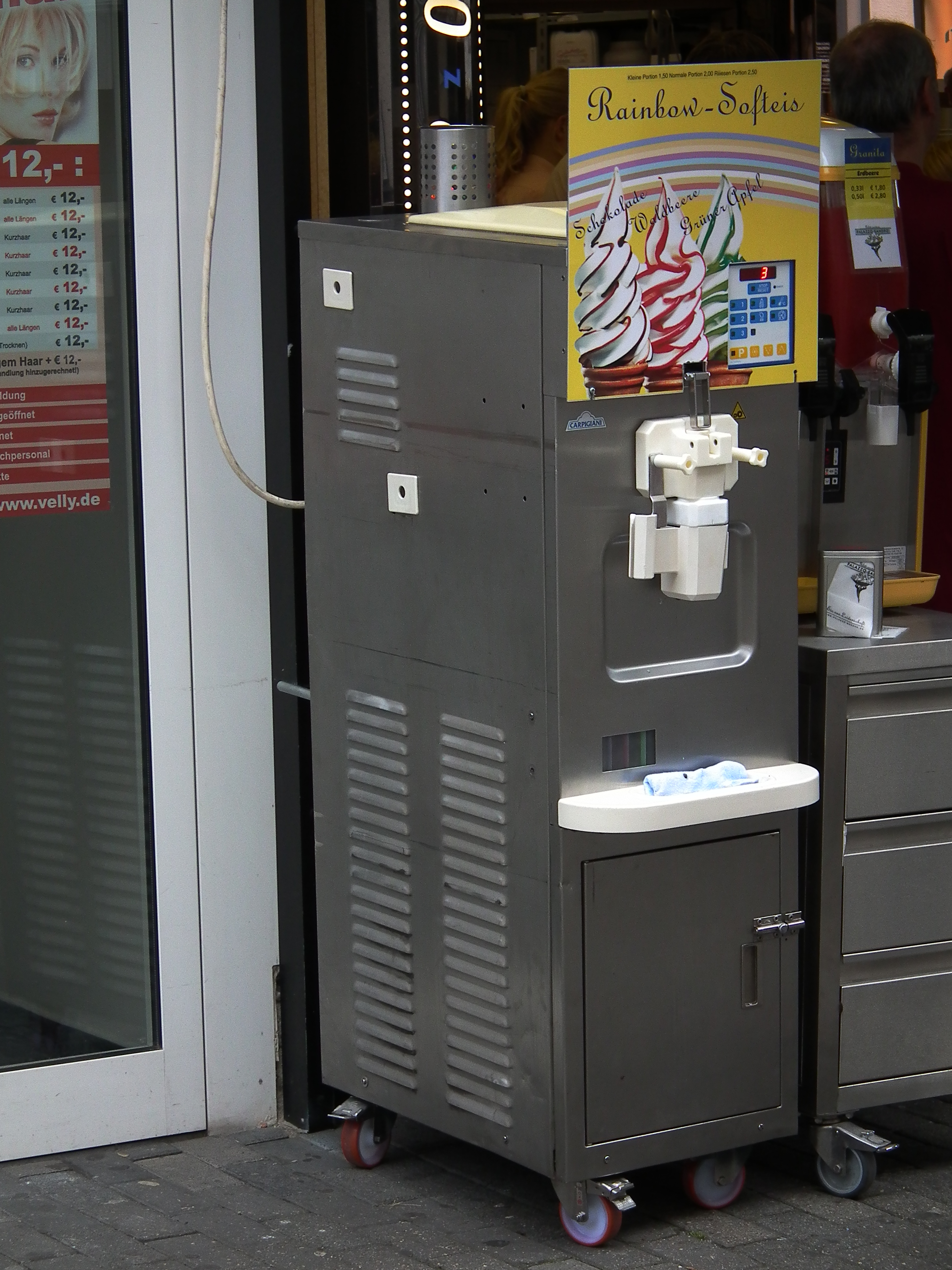
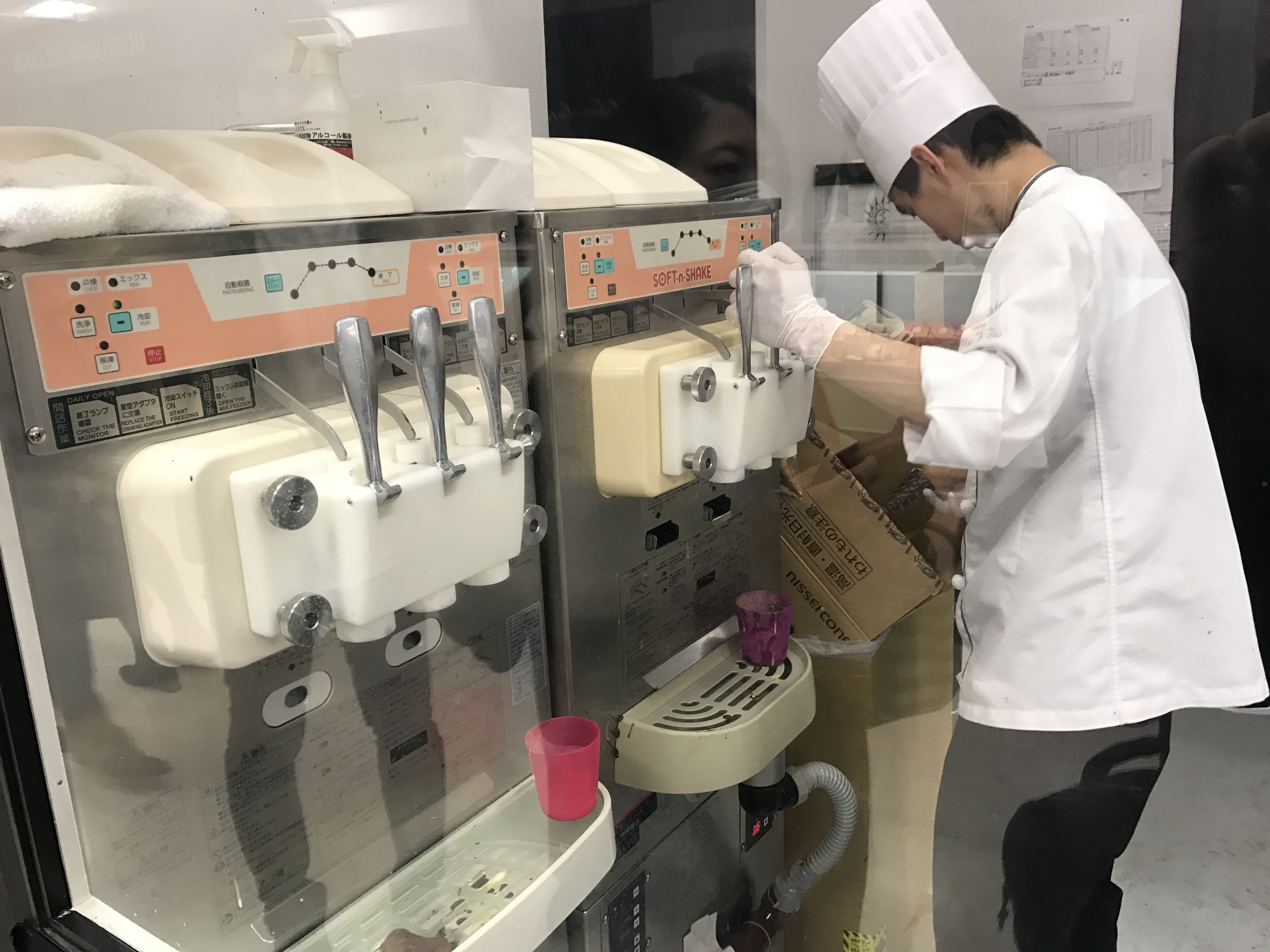
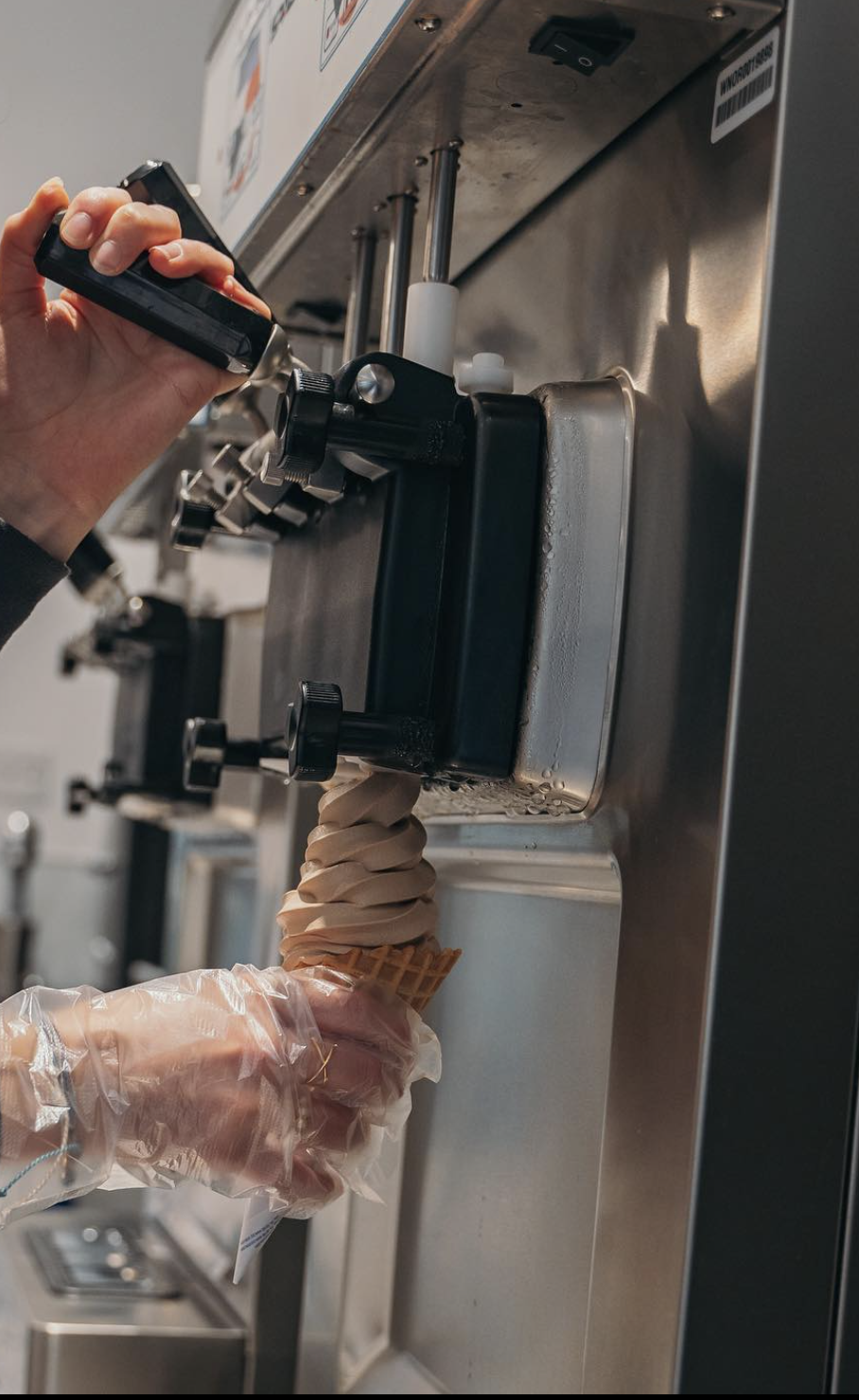

## 같이 보기
- 프로즌 요거트
- 아이스 밀크
- 아이스크림 샌드위치